# Ausgebreiteter Klee
Ausgebreiteter Klee (Trifolium diffusum) ist eine Pflanzenart aus der Gattung Klee (Trifolium) in der Unterfamilie der Schmetterlingsblütler (Faboideae) innerhalb der Familie der Hülsenfrüchtler (Fabaceae).

## Beschreibung

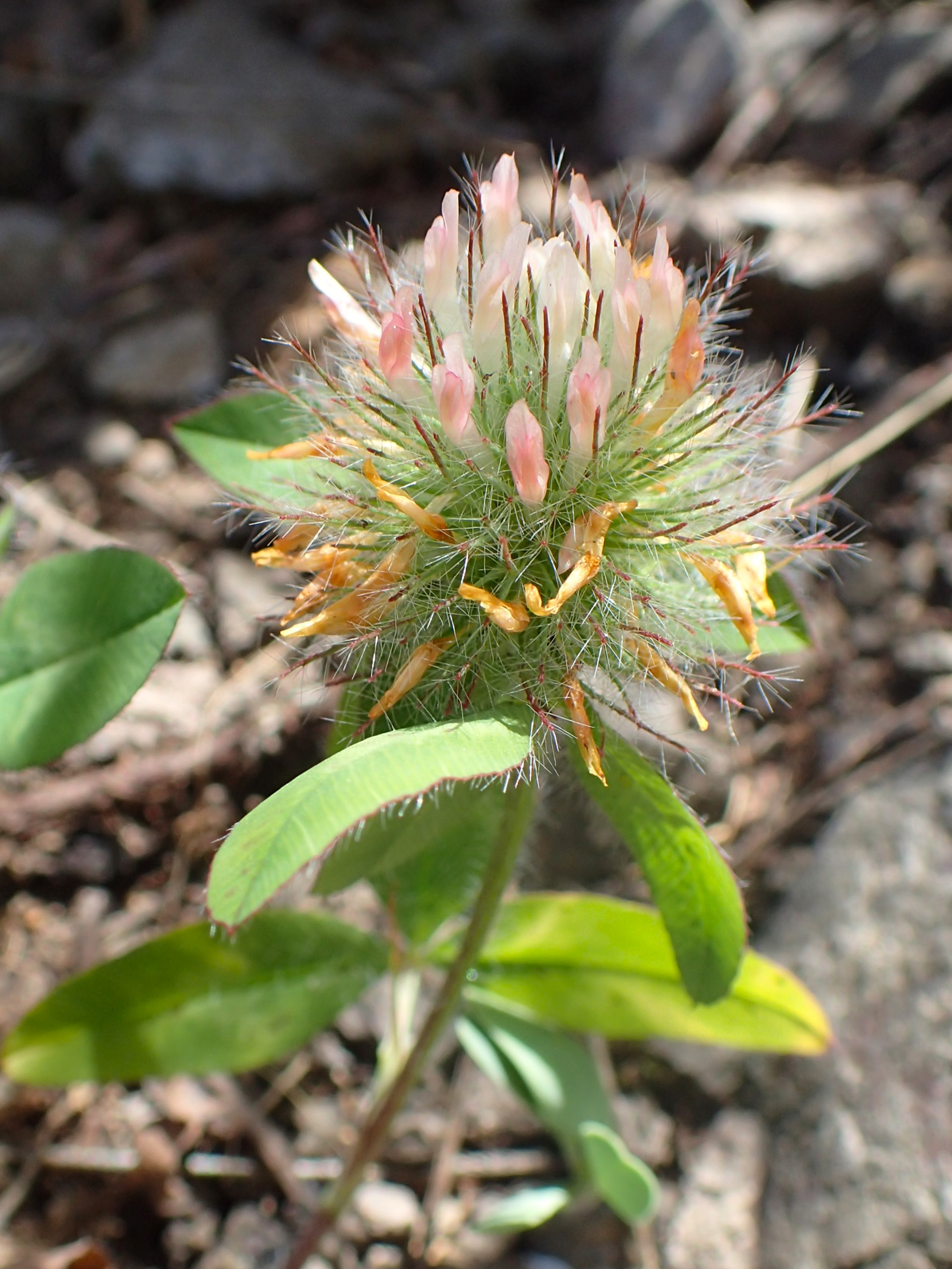
Blütenstand

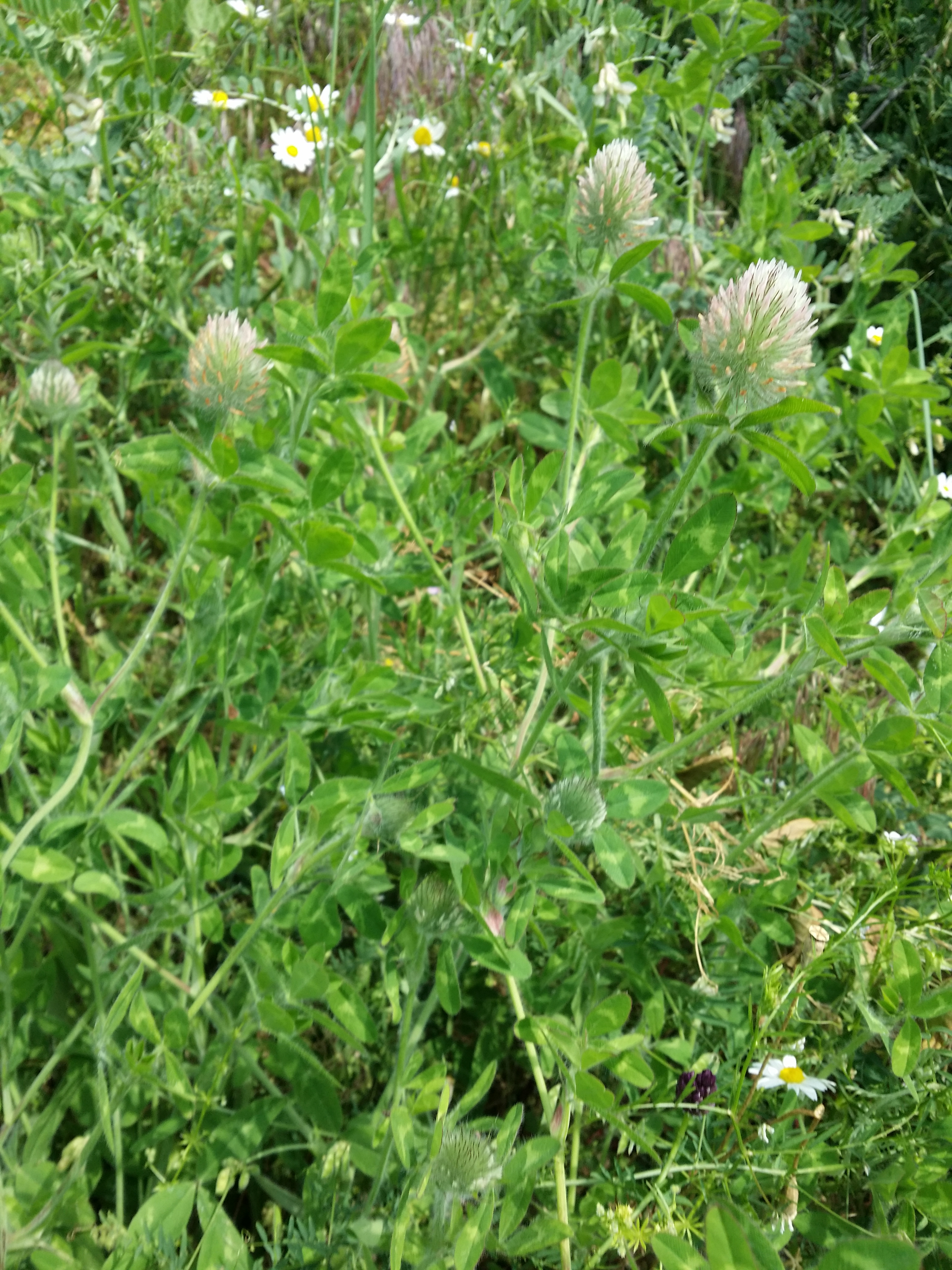
Habitus

### Vegetative Merkmale
Ausgebreiteter Klee ist eine einjährige, krautige Pflanze, die Wuchshöhen von 20 bis 50 Zentimetern erreicht. Die Sprossachse ist behaart und verzweigt, oft stehen viele aufsteigende oder aufrechte Stängel dicht nebeneinander.
Die wechselständig angeordneten Laubblätter sind in Blattstiel und -spreite gegliedert. Bei den unteren Laubblättern ist der Blattstiel etwa doppelt so lang wie die Fiederblättchen, bei den oberen etwa ebensolang. Die Blattspreiten sind dreizählig unpaarig gefiedert. Die Fiederblättchen sind bei einer Länge von 2 bis 3 Zentimetern sowie einer Breite von 0,8 bis 1,5 Zentimetern bei den unteren Laubblättern verkehrt-eiförmig, die der oberen sind breit-elliptisch mit verengter Basis. Der Blattrand ist zumindest im oberen Teil fein gezähnelt. Die Blattflächen sind behaart. Die Nebenblätter sind häutchenartig, lanzettlich und mit grünlicher Nervatur; der freie Teil der Nebenblätter ist kürzer als der verwachsene Teil und sichelförmig gebogen.

### Generative Merkmale
Die endständigen Blütenstände sind Durchmessern von etwa 3 Zentimetern kugelig und sie verlängern sich in der Fruchtreife.
Die zwittrige Blüte ist bei einer Länge von 0,8 bis 1,4 Zentimetern zygomorph mit einer doppelten Blütenhülle. Der Kelch ist im unteren Teil röhren- bis glockenförmig und zehnnervig. Die Kelchzähne sind zwei- bis dreimal länger als die Kelchröhre und sichelförmig gebogen; sie sind bedornt mit einer dreinervigen dreieckigen Basis und stumpfem oberen Ende. Die Kelchröhre ist lang behaart, an der Öffnung mit einem Haarring. Die Krone ist purpur- bis rosafarben und etwa ebenso lang wie der Kelch. Die Fahne ist an der Basis geöhrt. Die Flügel sind zugespitzt.
Die Hülsenfrüchte sind häutchenartig mit einer sehr dünnen Fruchtwand und enthalten nur ein oder zwei Samen. Bei diesen extrem reduzierten Hülsenfrüchten fehlt die Naht, und so kann die Frucht nicht mehr aufreißen, sondern teilt sich querlaufend oder unregelmäßig. Die gelblich-rötlichen und rauen Samen sind bei einem Durchmesser von 1,1 bis 1,5 Millimetern kugelig.
Die Chromosomenzahl beträgt 2n = 16.

## Ökologie
Der Ausgebreitete Klee ist selbstbestäubend.

## Vorkommen
Das Verbreitungsgebiet des Ausgebreiteten Klees umfasst den Großteil Süd- und Mitteleuropas, der Türkei und den Kaukasusraum. In Europa kommt er ursprünglich in Portugal, Spanien, Frankreich, auf Sardinien, Sizilien, Korsika, in der früheren Tschechoslowakei und im früheren Jugoslawien, in Ungarn, Albanien, Griechenland, Rumänien, Bulgarien, Moldau und der Ukraine vor.
Ausgebreiteter Klee wächst in Wäldern und auf Lichtungen sowie auf Weiden.

## Systematik
Die Erstveröffentlichung von Trifolium diffusum 1792 durch Jakob Friedrich Ehrhart in Beiträge zur Naturkunde, und den damit verwandten Wissenschaften, besonders der Botanik, Chemie, Haus- und Landwirthschaft, Arzneigelahrtheit und Apothekerkunst, Band 7, Seite 165.
Die Art Trifolium diffusum gehört zur Untersektion Trifolium der Sektion Trifolium aus der Gattung Trifolium in der Unterfamilie Faboideae innerhalb der Familie Fabaceae.